# Elusa fuscistigma
Elusa fuscistigma är en fjärilsart som beskrevs av W. Warren 1913. Elusa fuscistigma ingår i släktet Elusa och familjen nattflyn. Inga underarter finns listade i Catalogue of Life.